# Jesse James D’Angelo
Jesse James D’Angelo ist ein US-amerikanischer Schauspieler und Moderator.

## Leben
Sein Filmschauspieldebüt feierte er 2012 in einer Rolle im Film Last Hours in Suburbia. Es folgten 2017 Episodenrollen in den Fernsehserien My Crazy Sex und My Crazy Ex. 2017 führte er als Moderator durch neun Ausgaben des Formats Vanderpump Rules After Show. 2018 stellte er im Film Flug 666 die Rolle des Liam dar. Im selben Jahr war er unter anderen in zwei Episoden der Fernsehserie Laff Mobb's Laff Tracks zu sehen. Es folgten Episodenrollen in Fernsehserien wie DownBeat, Single Parents, Brooklyn Nine-Nine oder Better Things. 2020 war er ebenfalls im Kurzfilm Reflection zu sehen, der am 18. September 2020 auf dem Catalina Film Festival gezeigt wurde. 2021 wirkte er in jeweils einer Episode der Fernsehserie Call Your Mother und PEN15 mit. Er wirkte außerdem in einigen Theaterstücken mit.

## Filmografie (Auswahl)
- 2012: Last Hours in Suburbia
- 2017: My Crazy Sex (Fernsehserie, Episode 1x02)
- 2017: My Crazy Ex (Fernsehserie)
- 2018: Relationship Status: It's Complicated (Kurzfilm)
- 2018: Flug 666 (Flight 666)
- 2018: Laff Mobb's Laff Tracks (Fernsehserie, 2 Episoden)
- 2019: My Crazy Birth Story (Fernsehserie, Episode 1x08)
- 2019: DownBeat (Fernsehserie, Episode 1x05)
- 2020: Single Parents (Fernsehserie, Episode 2x12)
- 2020: Brooklyn Nine-Nine (Fernsehserie, Episode 7x07)
- 2020: Better Things (Fernsehserie, Episode 4x06)
- 2020: Reflection (Kurzfilm)
- 2021: Call Your Mother (Fernsehserie, Episode 1x02)
- 2021: PEN15 (Fernsehserie, Episode 2x09)

## Theater (Auswahl)
- The Wizard of Oz, Regie: Stephanie Mahan
- You Can't Take It With You, Regie: Virginia Bailey
- Annie, WCLOC Theater Company

## Moderationstätigkeiten (Auswahl)
- 2017: Vanderpump Rules After Show